# Hygophum benoiti
Hygophum benoiti is een straalvinnige vis uit de familie van de lantaarnvissen (Myctophidae), die voorkomt in het noordwesten, het noordoosten, het westen en het oosten van de Atlantische Oceaan en in de Middellandse Zee.

## Beschrijving
De soort bereikt een maximale lengte van 5 centimeter. 

## Leefwijze
De vis leeft in diep zout water, op dieptes van zo'n 50 tot 700 meter. 
De soort staat niet op de Rode Lijst van de IUCN. 